# Amphicoma regalis
Amphicoma regalis är en skalbaggsart som beskrevs av Gilbert John Arrow 1938. Amphicoma regalis ingår i släktet Amphicoma och familjen Glaphyridae. Inga underarter finns listade i Catalogue of Life.